# Totalrörelsemängdsmomentkvanttal
Totalrörelsemängdsmomentkvanttal parametriserar inom kvantmekaniken det totala rörelsemängdsmomentet av en partikel, genom att kombinera dess banrörelsemängdsmoment och dess inneboende rörelsemängdsmoment (det vill säga dess spinn).
Om s är partikelns spinnrörelsemängdsmoment och ℓ dess banrörelsemängdsmomentsvektor, är det totala rörelsemängdsmomentet j:
{\displaystyle \mathbf {j} =\mathbf {s} +{\boldsymbol {\ell }}}
Det tillhörande kvanttalet är huvudtotalrörelsemängdsmomentkvanttalet j. Det kan anta följande värdeintervall, och enbart hoppa i heltalssteg:
{\displaystyle |\ell -s|\leq j\leq \ell +s}
där ℓ är bankvanttalet (som parametriserar banrörelsemängdsmomentet) och s ett spinnkvanttal (som parametriserar spinnet).
Förhållandet mellan totalrörelsemängdsmomentsvektorn j och totalrörelsemängdsmomentskvanttalet j ges av det vanliga förhållandet (se artikeln "Rörelsemängdsmomentskvanttal"):
{\displaystyle \Vert \mathbf {j} \Vert ={\sqrt {j\,(j+1)}}\,\hbar }
Vektorns z-projektion ges av:
{\displaystyle j_{z}=m_{j}\,\hbar }
där mj är det sekundära totalrörelsemängdsmomentkvanttalet. Det omfattar intervallet −j till +j med ett-stegring. Detta generarar 2j + 1 olika värden på mj.
Totalrörelsemängdsmoment motsvarar Casimirinvariant av Liealgebran so(3) av den tredimensionella rotationsgruppen.